# Hrvatski radnički nogometni klub Zmaj Makarska
Il Hrvatski radnički nogometni klub Zmaj Makarska (in italiano Associazione Calcistica Croata dei Lavoratori "Drago" Macarsca), meglio noto come Zmaj (M), è una società calcistica croata con sede nella città di Macarsca.

## Storia
Fondato il 10 luglio 1921 sotto il nome di Radnički nogometni klub Zmaj, il primo presidente del club fu Tonči Vusio. Nella stagione 1968-1969 milita nella Druga Savezna Liga, massimo traguardo raggiunto nella storia del club. Nei primi anni novanta del secolo scorso il club milita regolarmente in 3.HNL per poi disputare per 4 anni consecutivi la 2.HNL (dal 1994 al 1998). Dal 1993 al 1996 viene rinominato Nogometni klub Zmaj-Euroherc per motivi di sponsorizzazione. Nel 2015 torna il prefisso Radnički per poi, il 6 dicembre 2017, prendere la denominazione attuale. Il 4 settembre 2021, per celebrare il centesimo anniversario del club, viene ospitato l'Hajduk Spalato nella partita amichevole vinta 0-2 dai Bili.

## Palmarès

### Competizioni nazionali
- Hrvatska republička liga: 1

1985-1986 (girone Sud)

## Strutture

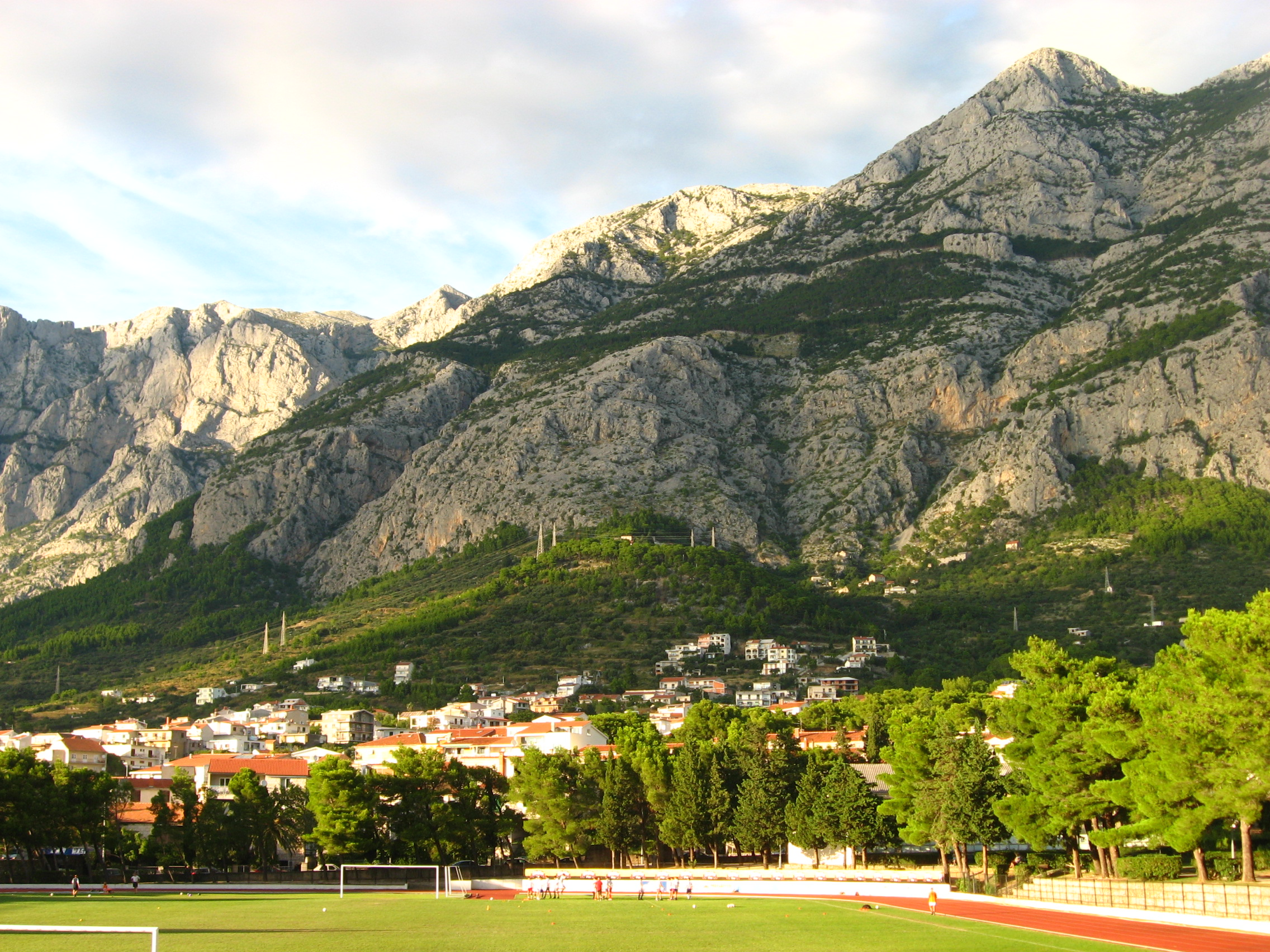
Gradski sportski centar Makarska

### Stadio
Il club dalla sua fondazione fino al 1960 giocò le partite al Igralište Blato – Donja, mentre dal 1960 disputa le partite interne nel Gradski sportski centar Makarska con capienza per 1 800 spettatori.